# Dawny młyn wodny w Jawiszowie
Dawny młyn wodny – zabytek, znajdujący się w Jawiszowie pod numerem 36.
Budynek jest murowano-szachulcowy, zbudowany w XVIII w., przebudowany w 3 ćw. XIX w. Obecnie dom mieszkalny.